# San Francisco (Córdoba)
San Francisco liegt im äußersten Osten der Provinz Córdoba in Zentralargentinien. Die Hauptstadt des Departamentos San Justo hat 58.779 Einwohner (2001, INDEC) und ist ein bedeutendes Handelszentrum, da sich hier mehrere wichtige Straßen kreuzen.

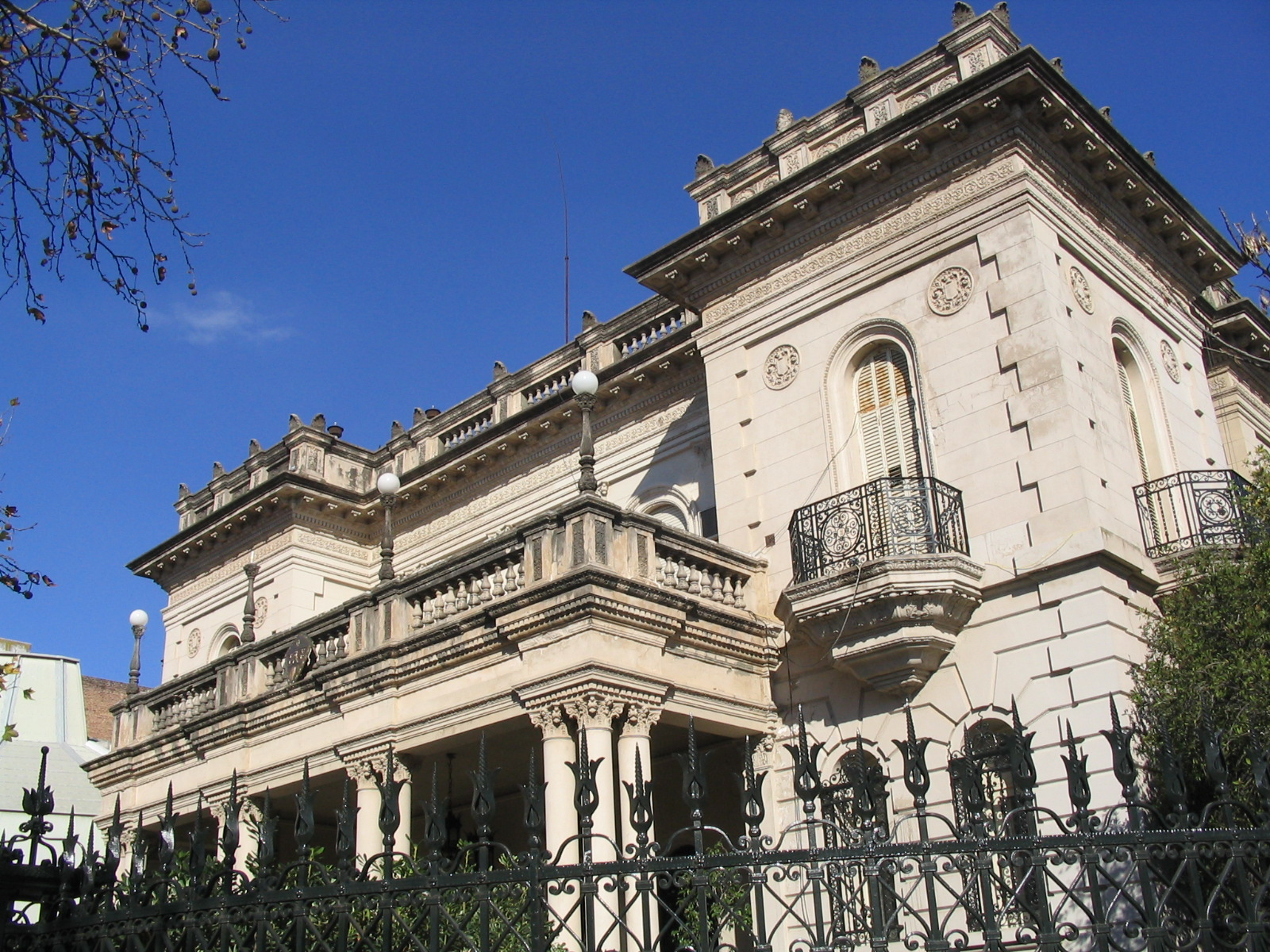
Rathaus von San Francisco

70 Kilometer nordwestlich der Stadt liegt der große salzhaltige See Laguna Mar Chiquita, der bedeutendste touristische Anziehungspunkt der Region.

## Geschichte
San Francisco wurde am 9. September 1886 von José Bernardo Iturraspe gegründet. Seit der Gründung bis in die 1960er Jahre hinein, wanderten vorwiegend italienische Einwanderer aus dem Piemont hinzu.
Bezüglich der Herkunft des Stadtnamens gibt es zwei Versionen. Die eine bezieht sich auf die Existenz einer nahegelegenen Festung, deren Namenspatron San Francisco war. Die andere Version berücksichtigt, dass der Stadtgründer den Ort nach dem Namen seines Lieblingsbruders San Francisco taufte.

## Städtepartnerschaft
- Pinerolo, Italien

## Söhne und Töchter der Stadt
- Guillermo Acosta, Wirtschaftswissenschaftler
- Ambrosio Aimar (1923–2007), Radrennfahrer
- Domingo Cavallo (* 1946), Ökonom und Politiker
- Abel Córdoba, Tango-Sänger
- Juan Pablo Francia (* 1984), Fußballspieler
- Rodolfo Godino (1936–2015), Dichter
- Hugo Heredia (1935–2019), Jazzmusiker
- Mariano Puerta (* 1978), Tennisspieler
- Aldo Merlino, Gitarrenbauer